# Айл-о-Го (Мен)
Айл-о-Го (англ. Isle au Haut) — місто (англ. town) в США, в окрузі Нокс штату Мен. Населення — 92 особи (2020).

## Демографія
Згідно з переписом 2010 року, у місті мешкали 73 особи в 42 домогосподарствах у складі 17 родин. Було 172 помешкання
Расовий склад населення:
| - 91,8 % — білих - 2,7 % — корінних американців - 1,4 % — чорних або афроамериканців - 1,4 % — азіатів |

До двох чи більше рас належало 2,7 %. Частка іспаномовних становила 0,0 % від усіх жителів.
За віковим діапазоном населення розподілялося таким чином: 13,7 % — особи молодші 18 років, 63,0 % — особи у віці 18—64 років, 23,3 % — особи у віці 65 років та старші. Медіана віку мешканця становила 49,5 року. На 100 осіб жіночої статі у місті припадало 135,5 чоловіків;  на 100 жінок у віці від 18 років та старших — 133,3 чоловіків також старших 18 років.
За межею бідності перебувало 14,8 % осіб, у тому числі 0,0 % дітей у віці до 18 років та 66,7 % осіб у віці 65 років та старших.
Цивільне працевлаштоване населення становило 20 осіб. Основні галузі зайнятості: сільське господарство, лісництво, риболовля — 40,0 %, будівництво — 25,0 %, роздрібна торгівля — 20,0 %.